# Vaskonische Hypothese
Die vaskonische Hypothese ist eine spekulative Annahme zur Frühgeschichte Europas. Die vaskonische Hypothese nimmt an, dass in weiten Teilen Europas vor 7000 Jahren Sprachen der vaskonischen Sprachfamilie gesprochen wurden, deren letzte überlebende Vertreterin die baskische Sprache ist. Die indogermanischen Sprachen verbreiteten sich dagegen erst etwa im 3. Jahrtausend v. Chr. in Europa und dominierten dann Europas Sprachlandschaft.
Die vaskonische Hypothese wird prominent vom Linguisten Theo Vennemann vertreten. Sie soll nicht nur die Insularität der baskischen und der in historischer Zeit noch vorkommenden aquitanischen Sprache erklären, sondern auch eine Alternative zu herkömmlichen Annahmen über die Frühgeschichte Europas bieten. Als positives Indiz führen ihre Vertreter Toponyme an, im Speziellen die Gewässernamen Mittel-, West-, Süd- und Nordeuropas, da Gewässernamen in der Onomastik als langlebig gelten und Sprachenwechsel überdauern. Die gesamte Hypothese und speziell auch ihre „vaskonische“ Deutung der Gewässernamen werden allerdings in der Fachwelt weitgehend abgelehnt.
Für die vaskonische Sprachfamilie führt die amtliche Registrierungseinrichtung für die ISO-639-5-Sprachcodes, die US-amerikanische Library of Congress, den Code [euq] für Basque (family), während die ISO-639-1/2/3-Sprachcodes für Baskisch [eu/eus/baq] sind. Das nah verwandte, im Mittelalter ausgestorbene Aquitanisch führt den ISO-639-3-Sprachcode [xaq]. Von der bloßen Annahme der vaskonischen Sprachfamilie ist die These zu unterscheiden, dass sie in einer alteuropäischen Bevölkerung vor der indogermanischen Einwanderung weit verbreitet gewesen sei.

## Motivation der Hypothese

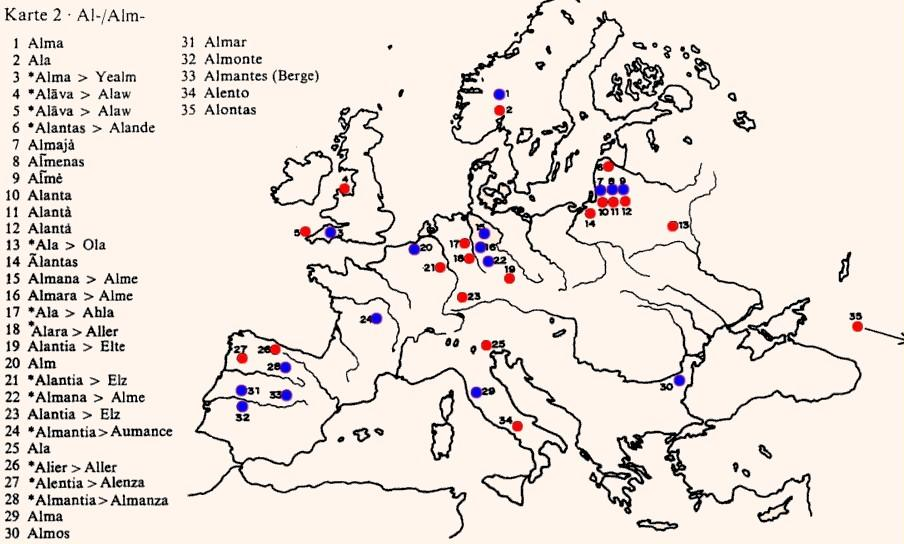
Alteuropäische Hydronymie Übersichtskarte der Wurzeln *Al-, *Alm-
Al
Alm

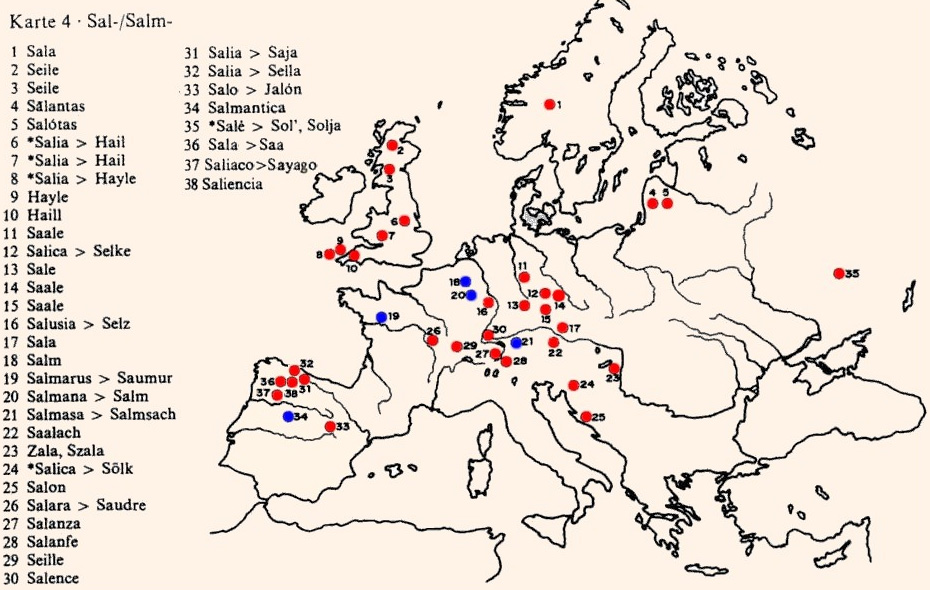
Alteuropäische Hydronymie Übersichtskarte der Wurzeln *Sal-, *Salm-. Daten: Hans Krahe, Karten (bis auf Farbmarkierung) Antonio Torvar; beide Karten zeigen die Verbreitung, den A-Vokalismus und das geringe Vorkommen der Verschlusslaute in der Alteuropäischen Hydronymie.
Sal
Salm

Theo Vennemann baut seine Hypothese auf den Arbeiten von Hans Krahe auf. Dieser postulierte als Ursprung der Gewässernamen (Hydronyme) eine Alteuropäische Sprachschicht, die er der indogermanischen Sprachfamilie zuordnete.
Theo Vennemann lehnt die Zuordnung der Sprachschicht zum Indogermanischen aus folgenden Gründen ab:
- Das Verbreitungsgebiet des Alteuropäischen sei „zu groß. Bis auf die Iberische Halbinsel darf es sich nicht erstrecken; denn diese war im 2. Jahrtausend – dies laut Krahe die Zeit der Entstehung seiner Hydronymie – nicht indogermanisch.“[3]
- Aus phonemstatistischer Sicht sei die Dominanz des a-Vokalismus und die geringe Häufigkeit von Verschlusslauten auffällig.[4]
- Aus der bekannten Langlebigkeit einiger Hydronyme leitet Vennemann ein „toponomastisches Hauptaxiom“ ab, das davon ausgeht, dass einmal benannte Orte ihre Namen behalten würden und das Toponym in andere Sprachen übernommen werde. Da nun „lange vor der Indogermanisierung alle markanten natürlichen Merkmale des Gebietes und alle guten Siedlungsplätze benannt waren [… folgt daraus], daß fast alle Örtlichkeiten von einiger Bedeutung vorindogermanische Namen tragen.“[5]

## Die Hypothese und ihre Indizien

### Vennemanns alternative Zuordnung des „Alteuropäischen“

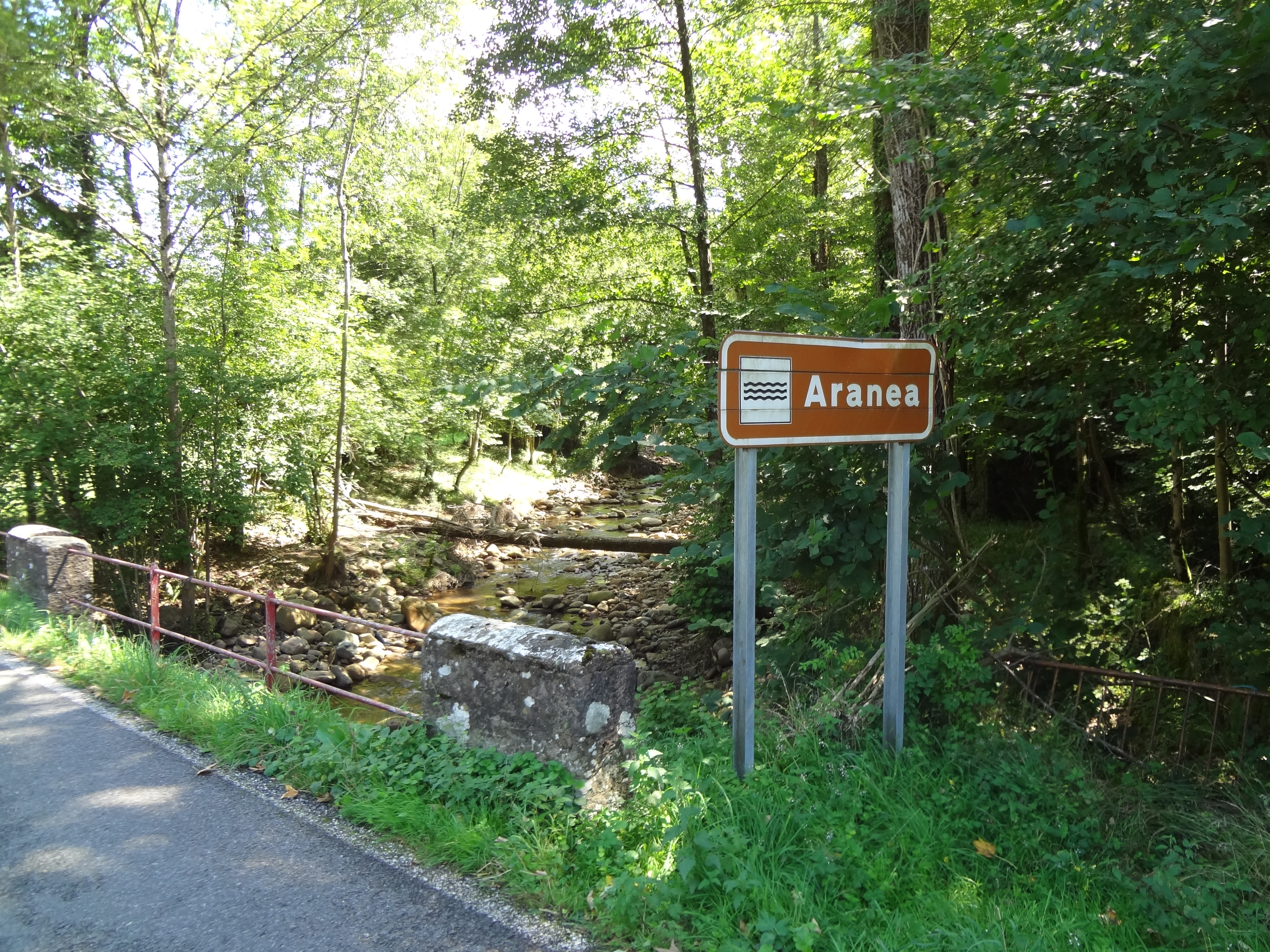
Der Fluss Aranea im spanischen Baskenland zwischen Erratzu und dem Col d'Ispéguy, als Beispiel für a-Vokalismus und die Verbreitung der alteuropäischen Hydronymie in Gebieten, die nicht indogermanisch waren

Theo Vennemann übernimmt Krahes Annahme einer einheitlichen alteuropäischen Sprachschicht, ordnet diese allerdings einer von ihm angenommenen vaskonischen Sprachfamilie zu, deren einzige rezente Tochtersprache das heutige Baskisch ist. Zu dieser vaskonischen Familie rechnet er ebenfalls das Baskisch-Aquitanische, dessen aquitanischer Zweig in römischer Zeit ausgestorben ist, das Ligurische und möglicherweise die iberische Sprache und die Sprachen der westlichen Mittelmeerinseln, insbesondere das vorrömische Sardische. Sofern die vorgeschlagene Verwandtschaft des Baskischen mit einigen kaukasischen Sprachen nachweisbar ist, gehört das Vaskonische als westlicher Teil zu einer vasko-kaukasischen Sprachfamilie.
Theo Vennemann vergleicht Wortkerne europäischer Flur-, Orts- und Gewässernamen mit solchen im modernen Baskischen. Ausgehend von der Annahme, dass die Lexeme in geographischen Namen umso älter sind, in je mehr Sprachgebieten man sie antrifft, folgert Vennemann, dass diese Namen aus einer Sprache stammen, die noch vor der Ausbreitung des Indoeuropäischen angesetzt werden müsse.

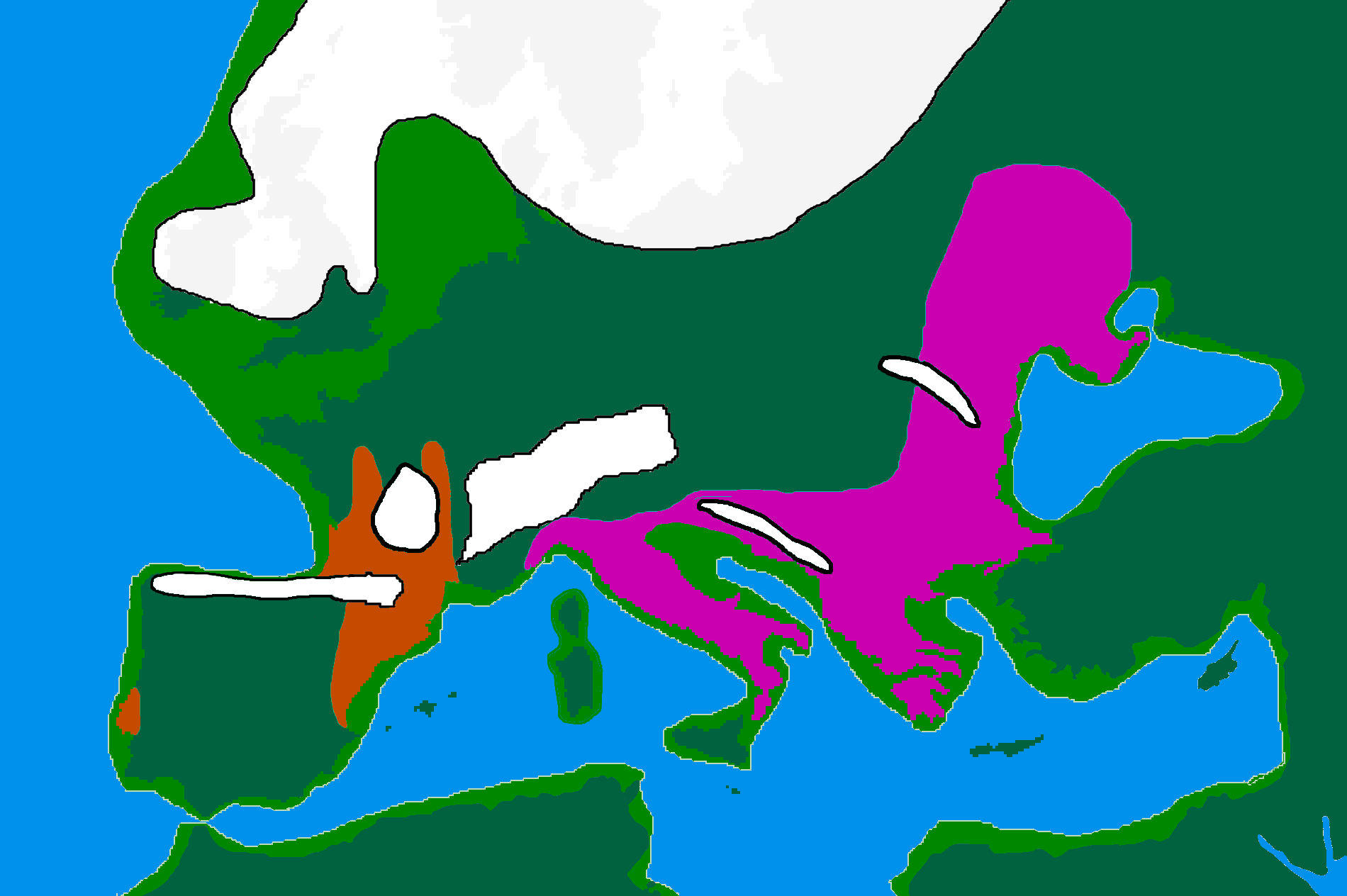
Europa vor 20.000 Jahren. Das letzte glaziale Maximum (engl. Last Glacial Maximum, LGM) herrschte vor etwa 21.000 bis 18.000 Jahren.
Solutréen-Kultur.
Epi-Gravettien-Kultur.

Er nimmt an, dass die alteuropäische Schicht auf eine initiale Landnahme durch eine Bevölkerung aus einem sprachlich einheitlichen und damit kleinen Gebiet zurückzuführen sei. Sie habe am Ende der letzten Eiszeit im Gebiet des heutigen Aquitaniens begonnen, wo eine europäische Restbevölkerung infolge der klimatischen Verhältnisse der letzten Kaltzeit zusammengedrängt worden sei. Mit dem Rückgang der Gletscher habe sich diese Bevölkerung dann für die Besiedlung in einer bevorzugten Position befunden, gegen Zugriffe von Süden durch die noch lange Zeit vergletscherten Alpen abgeriegelt. Mit der Erwärmung habe sie sich wieder über Europa ausgebreitet und eine einheitliche Sprache in die besiedelbar werdenden Räume getragen. Von den Erstbesiedlern seien alle Landmarken – Berge, Seen, Flüsse, Täler, Ebenen usw. – initial mit Wortmaterial aus ihrer Sprache benannt worden. Europa hätte damit bis zur Ankunft der Indogermanen, also für einige tausend Jahre, eine einheitliche Sprache gehabt. Überreste dieser Sprache wären unsere heutigen Toponyme, etwa die Flussnamen als Hydronyme.

### Baskische Wortkerne
Zu den Toponymen des Alteuropäischen rechnet Vennemann Wortkerne wie
- al-/alm   Aller, Alm,
- var-/ver   Werre, Warne,
- sal-/salm   Saale, Salm,
- is-/eis   Isar, Eisack,
- ur-/aur   Urach, Aurach,
- aran      Arno (Toskana), Ahrntal (Südtirol), Ahr, Ahrensburg, Arenberg, Arundel (England), Arendal (Norwegen), Aranea (spanisches Baskenland)
- ibar      Eberberg/Ebrach

Er interpretiert diese Wortstämme als vaskonisch und vergleicht sie mit dem modernen Baskischen. Die Arn-Namen von (h)aran: bask. ‚Tal‘, die Eber-Namen von ibar: bask. ‚Tal‘, ‚Flussmündung‘, die ur-Namen von ur: bask. 'Wasser'. Die baskische Silbe is, die ‚Wasser, Gewässer‘ bedeutet, sei Grundlage der is/eis-Namen.

### Vigesimalität
Die Verwendung des Vigesimalsystems ist nach Vennemann ein Kennzeichen der alteuropäischen Sprache gewesen. Das heutige Baskisch zählt rein vigesimal. Spuren einer Vigesimalität haben sich in den inselkeltischen Sprachen, im Französischen und in der dänischen Sprache erhalten, die Vennemann auf Sprachkontakt zu vaskonischen Sprachen zurückführt. Er geht davon aus, dass erst die indogermanische Einwanderung das Dezimalsystem in Europa etabliert hat.

## Rezeption

### Allgemeine Kritik
Vennemanns These stieß in der Fachwelt zu einem großen Teil auf Ablehnung. Nach Lutz Reichardt beruhen Vennemanns Thesen auf der falschen Annahme, aus älteren archäologischen Funden sei zu folgern, dass „Siedlungskontinuität vorläge und damit Namenkontinuität durch alle nachfolgenden Sprachschichten hindurch.“ Ferner kritisiert er die Methodik, die von Anhängern der Vaskonischen Hypothese angewandt wird:

„Es wird willkürlich segmentiert und ein Teil der Segmente nicht oder nicht richtig erklärt. Außerdem wird ständig entgegen der urkundlichen Beleglage mit sekundärem Antreten der Ortsnamenbildungselemente -ingen, -hûsen, -dorf, -bach und so weiter gerechnet. […] Insofern kann man ihnen [Vennemann und seiner Schülerin Freche, Anm.] als [Hans Bahlows] Nachfolgern das Urteil, das Pierre Hessmann über das Werk von H. Bahlow gefällt hat, an dem sich, wie gesagt, seitdem inhaltlich nichts geändert hat, nicht ersparen: ‚Die Deutungen und die daraus gezogenen Schlüsse über alteuropäische Völker werden von keinem Philologen ernst genommen werden können.‘“

Harald Bichlmeier kritisiert Vennemanns Vorgehensweise, da dieser in seinen „Etymologien mittelalterliche Formen deutscher Orts- und Flussnamen mit modernen baskischen Wörtern vergleicht, anstatt, wie es methodisch zu fordern wäre, die urbaskischen Rekonstrukte.“
Peter Anreiter weist darauf hin, dass man Toponyme, deren wahre Bedeutung nicht mehr überliefert ist, in jeder beliebigen Sprache „deuten“ kann und führt als reductio ad absurdum eine ironische Deutung der „Vaskonismen“ als Türkisch vor. Er plädiert dennoch dafür, dass das, „was indogermanistisch erklärbar ist, […] indogermanisch bleiben dürfen [soll].“
Der Baskologe Joseba A. Lakarra lehnt die vaskonischen Etymologien ab, da sie seiner Ansicht nach nicht mit dem Forschungsstand zur Laut- und Formengeschichte des Baskischen vereinbar sind.
In seiner zum Standardwerk avancierten Monographie Indogermanische Sprachwissenschaft äußert sich Michael Meier-Brügger mit den Worten, dass Vennemanns Thesen „allesamt reich an nicht beweisbarer Phantasie“ seien.
Ebenso lehnt Hayim Y. Sheynin als Experte für semitische Sprachen alle Ansätze Vennemans in einem Beitrag in Linguist List ab; er berichtet, dass Korrespondenzen, die er daraufhin erhalten hat, ihn darin voll und ganz unterstützen, abgesehen von Robert Mailhammer und einem Genetiker aus Australien, Langendorf.

### Herkunft europäischer Vigesimalsysteme
Theo Vennemann sieht im Gebrauch einer vigesimalen Zählweise in den modernen keltischen Sprachen, dem Französischen und Dänischen ein Überbleibsel des vaskonischen Vigesimalsystems. Tatsächlich hatten die ältesten keltischen Sprachstufen, inklusive Altirisch und Gallisch, ebenso wie das Altnordische kein Vigesimalsystem, sondern entwickelten dies erst im Mittelalter. Damit kommt z. B. aber ein gallischer Einfluss für das Französische nicht in Frage. Auch im Dänischen verbreitete sich das Zwanzigersystem erst im Mitteldänischen (Gammeldansk) des 13. und des 14. Jahrhunderts. Manfred Kudlek erwägt u. a. eine mögliche mittelalterliche Entlehnungswelle, die sich „wenn, dann wohl aus Frankreich“ ausgebreitet haben könnte. Brigitte Bauer sieht im europäischen Vigesimalsystem keinen Substrateinfluss, sondern stellt fest, dass er als mittelalterliche Entwicklung durch andere gesellschaftliche Veränderungen, etwa die Entwicklung des Geldsystems, erklärt werden könne.